# Xian de Zhenkang
Le xian de Zhenkang (镇康县 ; pinyin : Zhènkāng Xiàn) est un district administratif de la province du Yunnan en Chine. Il est placé sous la juridiction de la ville-préfecture de Lincang.

## Démographie
La population du district était de 154 217 habitants en 1999.